# فستیوال آکوروشی

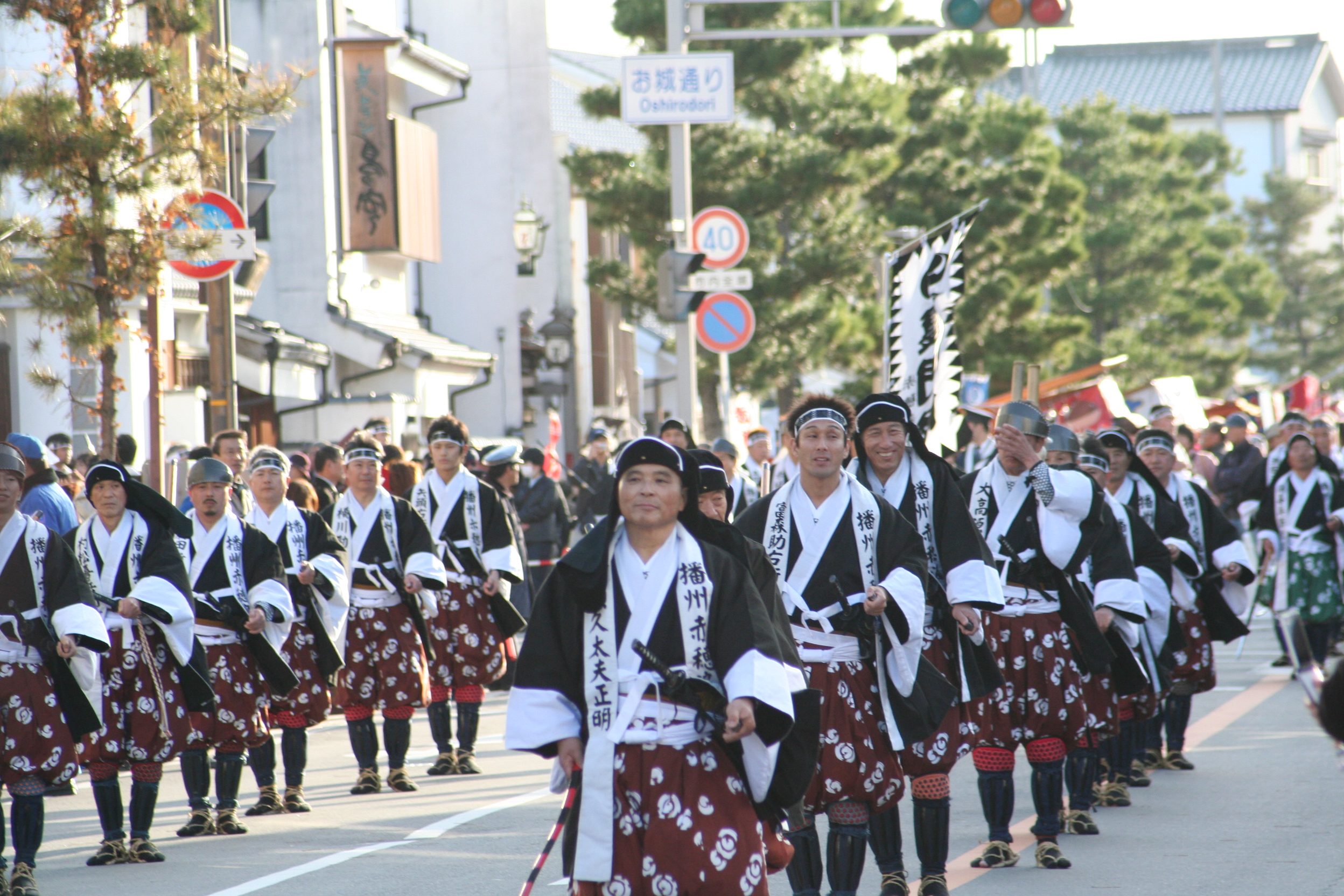
فستیوال در سال ۲۰۰۹

فستیوال آکوروشی (به ژاپنی: 赤穂義士祭) فستیوالی است که هر ساله در روز ۱۴ دسامبر در استان هیوگو در شهر آکو، هیوگو به یادبود چهل و هفت رونین و حادثه آکو از سال ۱۹۰۳ میلادی برگزار می‌شود.